# 張瑄 (景泰順天進士)
張瑄（1427年—？），字廷璽，浙江仁和縣人，順天府大興縣匠籍，明朝政治人物。同進士出身。

## 生平
景泰元年（1450年）庚午科順天府鄉試第十七名。景泰二年（1451年）辛未科會試第一百六名，殿試登進士第三甲第九十一名。

## 家族
曾祖父張得中。祖父張文玉。父亲張義。